# XI. Ramszesz
XI. Ramszesz (uralkodói nevén Menmaatré Szetepenptah; ? – i. e. 1070?) az ókori egyiptomi XX. dinasztia tizedik, utolsó fáraója i. e. 1105-től haláláig. Valószínűleg a dinasztia második leghosszabb ideig uralkodó királya III. Ramszesz után, bár uralkodása pontos hosszával kapcsolatban kétségek merültek fel. Vele ér véget az újbirodalom.

## Származása és családja
Nem tudni pontosan, kik voltak a szülei, csak feltételezés, hogy elődjének, X. Ramszesznek a fia. Anyjaként korábban felmerült Titi királyné neve, akit „a király anyja”-ként említenek, de azóta bebizonyosodott, hogy ő jóval korábban élt.
A XXI. dinasztiabeli I. Pinedzsem felesége, Henuttaui egyik címe („a király leánya”) alapján nagy valószínűséggel XI. Ramszesz leánya. Henuttaui anyjaként Tentamont, Nebszeni lányát nevezi meg, ő lehetett Ramszesz felesége. Ramszesz egy további lehetséges gyermeke Tentamon, a Ramszeszt a trónon követő I. Neszubanebdzsed felesége.

## Uralkodása
XI. Ramszesz idejére az egyiptomi állam fokozatos szétzilálódása volt jellemző. Már uralkodása elején nyilvánvaló volt a belső konfliktus, mikor Amenhotepet, Ámon főpapját a király az alkirályuk, Paneheszi parancsnoksága alatt álló núbiai zsoldosok segítségével megfosztotta hivatalától, mert túllépett hatáskörén. Egyiptom elveszítette ázsiai területeit, pénzügyi helyzete hanyatlott, Théba környékén gyakoriak voltak a sírrablások.
A zűrzavar és káosz oda vezetett, hogy Ramszesz 19. uralkodási évében kénytelen volt megosztani hatalmát Herihór Ámon-főpappal (aki Thébát és egész Felső-Egyiptomot uralta) és I. Neszubanebdzseddel (aki Alsó-Egyiptom fölött uralkodott). Herihór a katonaságban kezdte pályafutását, valamennyire helyreállította a rendet, és megkapta Ámon főpapjának pozícióját. Ezt az időszakot az egyiptomiak az újjászületés (wehem meszut) időszakának nevezték. Herihór Thébában gyakorlatilag átvette a fáraó szerepkörét anélkül, hogy Ramszeszt elmozdította volna helyéről. Panehszi núbiai alkirály rovására szerzett egyre nagyobb hatalmat és egyre több címet; Panehszit száműzte is Thébából. Rivalizálásuk Herihór utódja alatt polgárháborúvá szélesedett.
Ramszesz uralkodása alatt Egyiptom külpolitikai tekintélye is sokat romlott. Ezt jól példázza a Ramszesz által Bübloszba küldött követnek, Wenamonnak az esete. A követ cédrusfáért ment. Az ilyen kérést korábban a föníciaiak "megtiszteltetésnek" vették és azonnal teljesítették, ez alkalommal azonban az uralkodó megtagadta a kérést: "Ami pedig engem illet, én nem vagyok a te szolgád és aki téged küldött, annak se vagyok a szolgája már", majd megkérdezte a követtől: "Mire való volt ez az ostoba utazás, amit veled csináltattak? Amikor pedig a fáraó neve szóba került, Wenamon mellőzte a szokásos megtisztelő formulákat (élet, üdv, egészség), amely korábban hatalmas nagy bűnnek számított.

## Uralkodásának hossza
Legalább 29 (egyes egyiptológusok véleménye szerint 30 vagy 33) évig uralkodott. Legmagasabb dokumentált uralkodási éve a 28. A legalább 29 éves uralkodás elméletét arra alapozzák, hogy egy falfirka említi, hogy Ámon főpapja, Pianh semu évszak 3. hónapjának 23. napján tért vissza Thébából Núbiába – három nappal Ramszesz 29. uralkodási évének kezdete után.
XI. Ramszesz uralkodásának idejéből számos fontos papirusz maradt fenn. Az Örökbefogadási Papirusz, mely említi uralkodásának 1. és 18. évét; az Adózási Papirusz, a Házlista Papirusz és levelek egész sorozata, melyeket Thotmesz és Butehamon írnokok, valamint Pianh főpap írtak; ezek a levelek mutatják, mennyire csökkenőben volt a király hatalma még saját tisztségviselői szemében is.
Ad Thijs úgy véli, lehetséges, hogy Ramszesz 33 évig uralkodott. A Házlista, melynek szerzője ismeretlen, a 12. uralkodási évre van datálva, és két hivatalnokot említ: Panefer fő ajtónállót és Thotemheb fő raktárost. Őket a BM 10403-as és 10052-es papirusz, melyek a wehem meszut időszak 1., illetve 2. évében keletkeztek, még csak egyszerű ajtónállóként és raktárosként említi. Ez azt sugallja, hogy a Házlista Papirusz később készült, mint ez a két dokumentum, és a wehem meszut időszak 12. évében íródott, ami a 30. uralkodási évnek felel meg. Thijs egy másik papiruszon, a BM 9997-en szereplő 14. és 15. éveket a wehem meszut 14. és 15. évének tartja, ami Ramszesz 32. és 33. uralkodási évének felelne meg. Ez a dokumentum említ egy embert, aki a 12. évi Házlista-papiruszban még csak közönséges medzsai, a BM 9997 papiruszon azonban már a medzsaik főnöke. Így ez a papirusz későbbi a Házlista-papiruszénál és a wehem meszut időszak végére tehető.
Ha Thijs feltételezése helyes, Ramszesz megérte 33. uralkodási évét, az elmélet azonban nem áll erős lábakon, mert máshol is előfordulnak variációk egy személy titulusaiban, még ugyanazon a dokumentumon belül is. A Mayer A papirusz például egy említ Dhuthope nevű embert említ Ámon temploma ajtónállójaként és fő ajtónállójaként is, és kevesen vitatják, hogy ugyanarról az emberről van szó. A 17. évre datált nekropoliszi feljegyzés egy Nehemmut nevű személyt említ főmunkásként, és Nehemmutot, Amenua fiát is említi egyszerű munkásként. Annak, hogy Ramszesz a 33. évében még élt, szintén ellentmond, hogy nem tudunk arról, hogy megünnepelte volna uralkodói jubileumát, a heb szedet, amire a 30. uralkodási évben sor szokott kerülni. Jelenleg Thijsnek csak azt a feltételezését erősítették meg, hogy a BM 10054-es papirusz a wehem meszut 10. évére, a 28. uralkodási évre datálható – Von Beckerath és Annie Gasse, utóbbi a JEA 87-ben megjelent esszéjében (2001), melyben ennek a dokumentumnak újonnan felfedezett töredékeit vizsgálja. XI. Ramszesz legmagasabb nem vitatott uralkodási éve a 29., ami a wehem meszut 11. évének felel meg; ebben az évben ért véget Pianhi núbiai hadjárata. 30 évnyi uralkodás még feltételezhető a Ramszesz uralkodása és a XXI. dinasztia kezdete közti időintervallum miatt.

## Sírja és az utódlás
Bár Ramszesz készíttetett magának sírt a Királyok völgyében (KV4), ez a sír befejezetlen maradt, a fáraót pedig Thébától távol, talán Memphisz környékén temették el. A trónt Neszubanebdzsed örökölte, mivel ő temette el elődjét és így a hagyományok értelmében joga volt hozzá. Vele új dinasztia kezdődött, a XXI., melynek székhelye Neszubanebdzsed szülővárosa, Tanisz volt. Ez a dinasztia nem uralkodott Felső-Egyiptom felett, mely ekkor már szilárdan a thébai Ámon-papság hatalmában volt.
Ramszesz halála után a Dejr el-Medina-i munkásfalut elhagyták, mert a királyi temetkezések áthelyeződtek a Királyok völgyéből északra, Taniszba.

## Titulatúra
A fáraók titulatúrájának magyarázatát és történetét lásd az Ötelemű titulatúra szócikkben.
| G5 |

| G5 |

| E2 · D40 | C2 | N36 |

| E2 · D40 | C2 | N36 |

| E2 · D40 | C2 | N36 |

| E2 · D40 | C2 | N36 |

| G5 |

| G5 |

| E2 · D40 | C2 | N36 |

| E2 · D40 | C2 | N36 |

| E2 · D40 | C2 | N36 |

| E2 · D40 | C2 | N36 |

| G16 |

| G16 |

| wsr | s | T16 | O4 · D46 | D36 · D43 | I8 | Z3 |

| wsr | s | T16 | O4 · D46 | D36 · D43 | I8 | Z3 |

| G16 |

| G16 |

| wsr | s | T16 | O4 · D46 | D36 · D43 | I8 | Z3 |

| wsr | s | T16 | O4 · D46 | D36 · D43 | I8 | Z3 |

| G8 |

| G8 |

| G36 · r | F22 · t | Z5 | A24 | s | S34 | N19 · N23 · N23 |

| G36 · r | F22 · t | Z5 | A24 | s | S34 | N19 · N23 · N23 |

| i | A2 | U33 | i | i | A23 | G7 | S34 | U28 | s | O4 · D21 | W23 | Y1V | U5 · D36 | Z1 | H6 | Y1V |

| i | A2 | U33 | i | i | A23 | G7 | S34 | U28 | s | O4 · D21 | W23 | Y1V | U5 · D36 | Z1 | H6 | Y1V |

| s | R4 · p · t | Y1V | N19 · N23 · N23 |

| s | R4 · p · t | Y1V | N19 · N23 · N23 |

| G8 |

| G8 |

| G36 · r | F22 · t | Z5 | A24 | s | S34 | N19 · N23 · N23 |

| G36 · r | F22 · t | Z5 | A24 | s | S34 | N19 · N23 · N23 |

| i | A2 | U33 | i | i | A23 | G7 | S34 | U28 | s | O4 · D21 | W23 | Y1V | U5 · D36 | Z1 | H6 | Y1V |

| i | A2 | U33 | i | i | A23 | G7 | S34 | U28 | s | O4 · D21 | W23 | Y1V | U5 · D36 | Z1 | H6 | Y1V |

| s | R4 · p · t | Y1V | N19 · N23 · N23 |

| s | R4 · p · t | Y1V | N19 · N23 · N23 |

| M23 | L2 |

| M23 | L2 |

| N5 | mn | C10 | A40 | U21 · n |

| N5 | mn | C10 | A40 | U21 · n |

| N5 | mn | C10 | A40 | U21 · n |

| N5 | mn | C10 | A40 | U21 · n |

| N5 | mn | C10 | A40 | U21 · n |

| N5 | mn | C10 | A40 | U21 · n |

| N5 | mn | C10 | A40 | U21 · n |

| N5 | mn | C10 | A40 | U21 · n |

| M23 | L2 |

| M23 | L2 |

| N5 | mn | C10 | A40 | U21 · n |

| N5 | mn | C10 | A40 | U21 · n |

| N5 | mn | C10 | A40 | U21 · n |

| N5 | mn | C10 | A40 | U21 · n |

| N5 | mn | C10 | A40 | U21 · n |

| N5 | mn | C10 | A40 | U21 · n |

| N5 | mn | C10 | A40 | U21 · n |

| N5 | mn | C10 | A40 | U21 · n |

| G39 | N5 | \| \| |
|     |    |       |

|  |

| G39 | N5 | \| \| |
|     |    |       |

|  |

| N28 | C2 | R19 | C12 | N36 · r · r | F31s · O34 · O34 | S38 | R8 | O28 |

| N28 | C2 | R19 | C12 | N36 · r · r | F31s · O34 · O34 | S38 | R8 | O28 |

| N28 | C2 | R19 | C12 | N36 · r · r | F31s · O34 · O34 | S38 | R8 | O28 |

| N28 | C2 | R19 | C12 | N36 · r · r | F31s · O34 · O34 | S38 | R8 | O28 |

| N28 | C2 | R19 | C12 | N36 · r · r | F31s · O34 · O34 | S38 | R8 | O28 |

| N28 | C2 | R19 | C12 | N36 · r · r | F31s · O34 · O34 | S38 | R8 | O28 |

| N28 | C2 | R19 | C12 | N36 · r · r | F31s · O34 · O34 | S38 | R8 | O28 |

| N28 | C2 | R19 | C12 | N36 · r · r | F31s · O34 · O34 | S38 | R8 | O28 |

| G39 | N5 | \| \| |
|     |    |       |

|  |

| G39 | N5 | \| \| |
|     |    |       |

|  |

| N28 | C2 | R19 | C12 | N36 · r · r | F31s · O34 · O34 | S38 | R8 | O28 |

| N28 | C2 | R19 | C12 | N36 · r · r | F31s · O34 · O34 | S38 | R8 | O28 |

| N28 | C2 | R19 | C12 | N36 · r · r | F31s · O34 · O34 | S38 | R8 | O28 |

| N28 | C2 | R19 | C12 | N36 · r · r | F31s · O34 · O34 | S38 | R8 | O28 |

| N28 | C2 | R19 | C12 | N36 · r · r | F31s · O34 · O34 | S38 | R8 | O28 |

| N28 | C2 | R19 | C12 | N36 · r · r | F31s · O34 · O34 | S38 | R8 | O28 |

| N28 | C2 | R19 | C12 | N36 · r · r | F31s · O34 · O34 | S38 | R8 | O28 |

| N28 | C2 | R19 | C12 | N36 · r · r | F31s · O34 · O34 | S38 | R8 | O28 |